# Song Xiaozong
Song Xiaozong (宋孝宗), född 1127, död 1194, var den elfte kejsaren under den kinesiska Songdynastin (960-1279) och regerade 1162–1189. Hans personliga namn var Zhao Shen (赵慎).
Kejsar Xiaozong tillträdde kejsartronen 1162 after att hans adoptivfar och företrädare kejsare Gaozong abdikerat under det pågående svårigheterna efter att landet attackerades av Jindynastin från norr. Fred uppnåddes efter att Kejsar Xiaozong avslutat Longxings fredsfördrag med Jindynastin år 1164 vilket leddes till en bestående men dyr fred där Songdynastin tvingades att årligen betala dyra tribut till Jindynstin.
Xiaozong abdikerade 1189 till förmån för sin fyrtiotvå år gamla son kejsare Guangzong. Kejsare Xiaozong avled 1194 och begravdes liksom sex av Södra Songs kejsare  i Shaoxing, Zhejiang.